# Possanjas
Possanjas (en francès Pousanges) és una comuna (municipi) de França, a la regió de la Nova Aquitània, departament de la Cruesa.
La seva població al cens de 1999 era de 170 habitants. Està integrada a la Communauté de communes des Sources de la Cruesa.

## Demografia
| 1968 | 1975 | 1982 | 1990 | 1999 |
| ---- | ---- | ---- | ---- | ---- |
| 218  | 207  | 192  | 196  | 170  |

## Administració
| Període   | Identitat          | Partit |
| --------- | ------------------ | ------ |
| 1995-2002 | Jean-Louis Bellegy |        |
| 2002-2008 | Guy Parot          |        |
| 2008-     | Marc Bujon         |        |